# Slag bij San Fermo
De Slag van San Fermo was een veldslag die plaatsvond op 27 mei 1859 en onderdeel was van de Tweede Italiaanse Onafhankelijkheidsoorlog. Een Sardijns vrijwilligerskorps onder leiding van Giuseppe Garibaldi versloeg het Oostenrijkse leger. Hoewel Frankrijk in deze oorlog een bondgenoot was van Piëmont-Sardinië, namen er aan deze veldslag geen Franse troepen deel.

## Na de Slag bij Varese
Op 26 mei 1859 had het Sardijnse vrijwilligerskorps van Garibaldi in Slag bij Varese een eerste overwinning geboekt op de Oostenrijkse troepen en wist men de stad Varese te bevrijden van de Oostenrijkse bezetter. Na hun nederlaag hadden de Oostenrijkers onder leiding van luitenant-maarschalk Karl von Urban zich teruggetrokken op de nabijgelegen stad Como.
Daags na de Slag bij Varese zette het Sardijnse vrijwilligerskorps de achtervolging in richting Como, een stad in het noorden van Lombardije die een Oostenrijks bolwerk was. De Sardijnen konden Como langs twee wegen bereiken: ofwel via een zuidelijke route langs Malnate, Solbiate en Olgiate om Como langs het zuiden te bereiken, ofwel via een noordelijke route langs Malnate, Uggiate en Cavallasca om Como vanuit de bergen langs het westen te bereiken.
Luitenant-maarschalk Karl von Urban wist niet welke route de Sardijnen zouden nemen en besloot zijn manschappen te spreiden tussen San Fermo in het noordwesten en Civello in het zuidwesten en een voorpost uit te schuiven langs het riviertje de Lura, op zes kilometer van Varese. De overige manschappen werden naar het nabijgelegen Montano Lucino gestuurd. Ondertussen was er bovendien een extra brigade aan versterkingen toegekomen.
Garibaldi van zijn kant besloot om de eerste (zuidelijke) route te nemen en vanuit Varesa langs Malnate en Solbiate naar Olgiate te trekken, waar hij rond 11 uur arriveerde. In Olgiate stuurde hij het eerste regiment van Enrico Cosenz uit. De overige troepen marcheerden richting San Fermo naar Parè en vervolgens naar Cavallasca, waar zij rond 15 uur aankwamen en waar Garibaldi zijn hoofdkwartier vestigde.

## Verloop van de veldslag

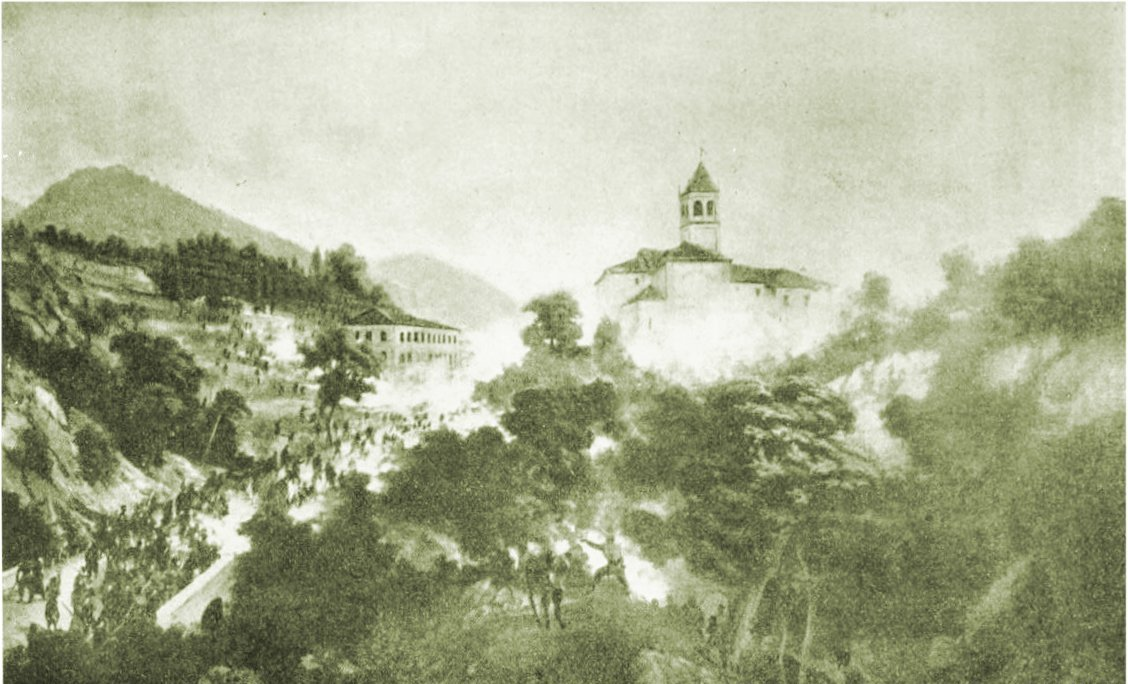
Voorstelling van de Slag bij San Fermo.

In Cavallasca besloot Garibaldi dat Giacomo Medici een aanval zou plaatsen op het dorpje San Fermo. Oostenrijkse troepen hadden zich daar in de kerk verschanst. Medici stuurde drie colonnes ten aanval. Een eerste colonne werd aangevoerd door kapitein Cenni en bestond uit carabiniers uit Genua. Deze colonne diende op de linkerflank een afleidingsmanoeuvre uit te voeren. De tweede colonne stond onder leiding van kapitein Carlo De Cristoforis en zou de eigenlijke aanval op San Fermo uitvoeren. De derde colonne onder leiding van kapitein Vacchieri zou langs de rechterflank aanvallen.
Nadat Cenni zijn afleidingsmanoeuvre had ingezet, volgde De Cristoforis met zijn verrassingsaanval, maar doordat er te vroeg werd geschoten bleef het verrassingseffect voor de Oostenrijkers uit. Rond 16 uur werden zijn troepen dan ook onder vuur genomen door enkele Oostenrijkers in de klokkentoren van de kerk, wat hem verplichtte om zich terug te trekken in een woning. Vervolgens werd de kerk langs verscheidene zijden aangevallen. De Cristoforis kwam bij deze aanvallen om het leven. Luitenant Guerzoni nam het bevel van hem over en de Sardijnen wisten de kerk alsnog in te nemen.

## Intrede in Como
De Oostenrijkers trokken zich terug uit het dorp, richting Cardano en Valfresca, maar werden achtervolgd door de Sardijnse manschappen. Garibaldi vernam rond dit moment dat er nog 2 000 extra Oostenrijkse manschappen waren gestationeerd in Como. Hierop liet hij zijn troepen de hoogvlaktes aan de rand van de stad innemen.
Rond 21u30 deed Garibaldi uiteindelijk zijn intrede in Como. De Oostenrijkers hadden zich teruggetrokken richting de stad Monza en zagen zich genoodzaakt veel militair materiaal alsook hun krijgsgevangenen achter te laten, dewelke in de handen vielen van de Sardijnen. Karl von Urban verkoos aanvullende troepenversterkingen af te wachten alvorens een tegenaanval te plaatsen.